# Арнаутов, Пётр Иванович
Пётр Иванович Арнау́тов (1907—1974) — советский военнослужащий. В Рабоче-крестьянской Красной Армии служил в 1929—1931 и 1941—1945 годах. Воинская специальность — сапёр. Участник Великой Отечественной войны. Полный кавалер ордена Славы. Воинское звание на момент демобилизации — гвардии старший сержант.

## Биография

### До войны
Пётр Иванович Арнаутов родился 12 июля 1907 года в селе Пушкарное Обоянского уезда Курской губернии Российской империи (ныне село Обоянского района Курской области Российской Федерации) в крестьянской семье. Русский. Окончил четыре класса начальной школы. До призыва на военную службу работал садовником и бригадиром в Обоянском плодопитомнике. В 1929—1931 годах проходил срочную службу в Рабоче-крестьянской Красной Армии. Служил в инженерных войсках. В армии Пётр Иванович освоил несколько строительных профессий, которые в дальнейшем пригодились ему в гражданской жизни. Вернувшись после демобилизации в Обоянь, он до войны работал десятником на стройках города.

### Первые годы Великой Отечественной войны
Вновь в Красную Армию П. И. Арнаутов был призван по мобилизации Обоянским районным военкоматом Курской области 23 июня 1941 года. В боях с немецко-фашистскими захватчиками Пётр Иванович с июля 1941 года в должности сапёра-разведчика. Боевое крещение принял в Смоленском сражении, за время которого успел повоевать на Западном, Центральном, Брянском и Резервном фронтах. В сентябре 1941 года в самом начале Ельнинской наступательной операции красноармеец Арнаутов был тяжело ранен и эвакуирован в госпиталь.
Раны заживали плохо, и Пётр Иванович несколько месяцев провёл на больничной койке. После возвращения в строй его направили в 160-ю стрелковую дивизию. Сражаясь на Брянском и Воронежском фронтах красноармеец П. И. Арнаутов участвовал в Воронежско-Ворошиловградской оборонительной операции. В сентябре 1942 года в боях на реке Дон Пётр Иванович был ранен вторично. В свою дивизию он вернулся в конце 1942 года и был определён в сапёрный взвод 443-го стрелкового полка.
Зимой-весной 1943 года красноармеец П. И. Арнаутов в составе своего взвода осуществлял инженерное сопровождение стрелковых подразделений, наступавших в рамках Острогожско-Россошанской операции и Третьей битвы за Харьков. Пётр Иванович вёл инженерную разведку, проделывал проходы в минных полях и проволочных заграждениях противника, расчищал дороги, обустраивал переправы. Во время контрнаступления немецких войск под Харьковом он принимал непосредственное участие в боях на реке Северский Донец у Белгорода. Здесь личный состав 160-й стрелковой дивизии продемонстрировал образцы стойкости и мужества, не позволив немецким войскам форсировать реку. 18 апреля 1943 года дивизия была преобразована в 89-ю гвардейскую, а полк, составе которого служил красноармеец П. И. Арнаутов, стал 267-м гвардейским стрелковым полком. Подтвердить гвардейское звание дивизии предстояло уже летом 1943 года на Курской дуге.

### Приказ наступать

89-я гвардейская стрелковая дивизия в освобождённом Белгороде

В ходе Курской стратегической оборонительной операции 89-я гвардейская дивизия оказалась на направлении главного удара 4-й танковой армии вермахта. И хотя гвардейцы вынуждены были отойти на заранее подготовленные позиции, они не только не утратили боеспособность и боевой дух, но измотали и обескровили противостоявшие им силы противника. В ходе контрудара Воронежского фронта дивизия вернула ранее оставленные позиции, а 3 августа 1943 года перешла в наступление в рамках Белгородско-Харьковской операции. Гвардии красноармеец П. И. Арнаутов в составе своего подразделения участвовал в боях за Белгород, затем освобождал Харьков. После того, как основные очаги сопротивления немцев в Харькове были подавлены, 89-я гвардейская стрелковая дивизия была передана 37-й армии и принимала участие в освобождении Левобережной Украины. П. И. Арнаутов отличился при форсировании реки Днепр южнее Кременчуга.

Советские солдаты форсируют Днепр на резиновой надувной лодке А-3

Стремясь отвести свои войска с левого берега Днепра за Восточный вал, немецкое командование пыталось задержать продвижение советских войск активным минированием подходов к реке. Сапёрам приходилось действовать впереди стрелковых подразделений, часто под огнём врага, выискивая оставленные немцами «сюрпризы». При занятии 267-м гвардейским стрелковым полком села Солонцы гвардии красноармеец П. И. Арнаутов произвёл инженерную разведку подступов к населённому пункту, в ходе которой он обнаружил и разминировал несколько заминированных участков, обезвредив при этом 15 противотанковых и 10 противопехотных мин. К утру 29 сентября 89-я гвардейская стрелковая дивизия ликвидировала остатки войск противника в районе Стогноевка, Коноплянка, Келеберда и вышла на берег Днепра. Из переправочных средств в дивизии имелось всего три лодки А-3 и четыре малые надувные лодки, поэтому сапёрам приходилось работать с полным напряжением сил, переправляя на правый берег бойцов штурмового батальона 267-го гвардейского полка и изготовляя плоты для переправы основных сил дивизии. В течение вечера 29 сентября гвардии красноармеец П. И. Арнаутов на резиновой лодке А-3 под интенсивным огнём врага сделал 7 рейсов через Днепр и перевёз на плацдарм у села Успенка 25 солдат и командиров. Во время одного из рейсов лодка была пробита пулей и начала наполняться водой, но Пётр Иванович, активно работая вёслами, успел довести её до берега и высадить очередную группу бойцов. Наскоро заделав пробоину, на обратном пути он на полузатопленной лодке вывез на левый берег тяжело раненого солдата. В последующие дни Арнаутов продолжал самоотверженно работать на переправе. В период с 30 сентября по 6 октября он перевёз через водную преграду ещё 25 бойцов, 8 миномётов калибра 82 миллиметра и 10 ящиков мин, а также дважды доставлял на правый берег горячее питание.
До конца 1943 года 89-я гвардейская стрелковая дивизия вела бои на правом берегу Днепра за объединение и расширение захваченных плацдармов. В этот период гвардии рядовой П. И. Арнаутов неоднократно проводил группы разведчиков через минные поля в тыл немцев и к их переднему краю. Накануне Кировоградской наступательной операции перед разведчиками была поставлена задача взять «языка». В ночь с 4 на 5 февраля 1944 года разведгруппа выдвинулась к немецким позициям у села Треповка. Впереди группы двигался сапёр Арнаутов, который должен был сопроводить разведчиков через вражеские инженерные заграждения, а также подготовить проходы в минных полях и колючей проволоке для намеченного на 5 января наступления. Во время ведения разведки Пётр Иванович сделал четыре прохода, обезвредив 37 мин. При подходе к позициям немцев группа советских бойцов столкнулась с немецким дозором. Вступив с неприятелем в перестрелку, Арнаутов уничтожил одного немецкого солдата, а второго захватил в плен и доставил в штаб дивизии. Таким образом оба задания были успешно выполнены.

### Орден Славы III степени
Зимой 1944 года Красная Армия начала освобождение Правобережной Украины. 89-я гвардейская стрелковая дивизия, сражаясь в составе 53-й армии, принимала участие в Кировоградской, Корсунь-Шевченковской и Уманско-Ботошанской операциях. Сапёры дивизии, в том числе и гвардии красноармеец П. И. Арнаутов, помогали наступающим частям преодолевать немецкую оборону, многочисленные водные преграды, начавшуюся вскоре распутицу и бездорожье. В середине апреля 1944 года части 53-й армии вышли к Днестру, и форсировав реку в районе города Дубоссары, захватили плацдармы на правом берегу. Хорошо проявивший себя в боевых операциях на Украине П. И. Арнаутов получил сержантское звание и был назначен командиром отделения своего сапёрного взвода.
К лету 1944 года 89-я гвардейская стрелковая дивизия была передана в состав 5-й ударной армии и в июне-июле вела напряжённые бои за расширение плацдарма на реке Реут западнее города Оргеева. Ставка разрабатывала наступательную операцию в Молдавии и Румынии, и командование постоянно требовало свежих данных о противнике. Перед гвардии сержантом П. И. Арнаутовым была поставлена задача скрытно переправить разведгруппу через Реут на занятый врагом берег и обеспечить ей проход к немецким позициям через инженерные заграждения. В ночь на 11 августа 1944 года под неприцельным, но интенсивным артиллерийским и миномётным обстрелом Пётр Иванович в районе села Исаково на лодке перевёз разведчиков на правый берег, после чего проделал три прохода в минных полях противника. Немцы были застигнуты врасплох, в результате чего разведчики захватили сразу восемь контрольных пленных. За успешное выполнение поставленной боевой задачи приказом от 18 августа 1944 года гвардии сержант П. И. Арнаутов был награждён орденом Славы 3-й степени (№ 21505). Информация, полученная от пленных, позволила командованию дивизии спланировать наступление на своём участке. В ходе Ясско-Кишинёвской операции части дивизии прорвали оборону врага и одними из первых вышли на западную окраину Кишинёва.

Советские сапёры обезвреживают немецкие противотанковые мины

### Орден Славы II степени
После ликвидации окружённой восточнее Кишинёва группировки противника и завершения Ясско-Кишинёвской операции 89-я гвардейская стрелковая дивизия в составе 5-й ударной армии была переброшена на 1-й Белорусский фронт и введена на Магнушевский плацдарм. К концу 1944 года пользовавшийся в части большим авторитетом бывалый сапёр П. И. Арнаутов получил звание гвардии старшего сержанта и был назначен на должность помощника командира сапёрного взвода. Перед началом Варшавско-Познанской операции Пётр Иванович осуществлял руководство работой групп сапёров непосредственно на переднем крае. В ночь на 13 января 1945 года под интенсивным артиллерийско-миномётным огнём противника его группа произвела снятие своих мин, а непосредственно перед наступлением в ночь на 14 января он со своими бойцами сумел скрытно пробраться к переднему краю противника и проделать три прохода в проволочных заграждениях и минных полях противника. Благодаря качественно проделанной сапёрами работе стрелковые подразделения по сигналу к атаке смогли беспрепятственно достичь первой линии немецких траншей и сходу овладеть ею.
Прорвав немецкую оборону, 89-я гвардейская дивизия устремилась на запад. На протяжении всего наступления гвардии старший сержант П. И. Арнаутов со своими сапёрами шёл впереди стрелковых подразделений, вёл инженерную разведку местности, обезвреживал оставленные немцами фугасы и мины-сюрпризы, восстанавливал дороги, оборудовал объезды и переправы. Первыми сапёры вышли и к Одеру. Перед форсированием реки основными силами дивизии Пётр Иванович со своими бойцами четырежды переходил Одер по льду по колено вводе, очищая берега реки от мин и проволочных заграждений. За образцовое выполнение заданий командования и проявленные при этом доблесть и мужество гвардии старший сержант П. И. Арнаутов приказом от 5 марта 1945 года был награждён орденом Славы 2-й степени (№ 15096).

### Орден Славы I степени

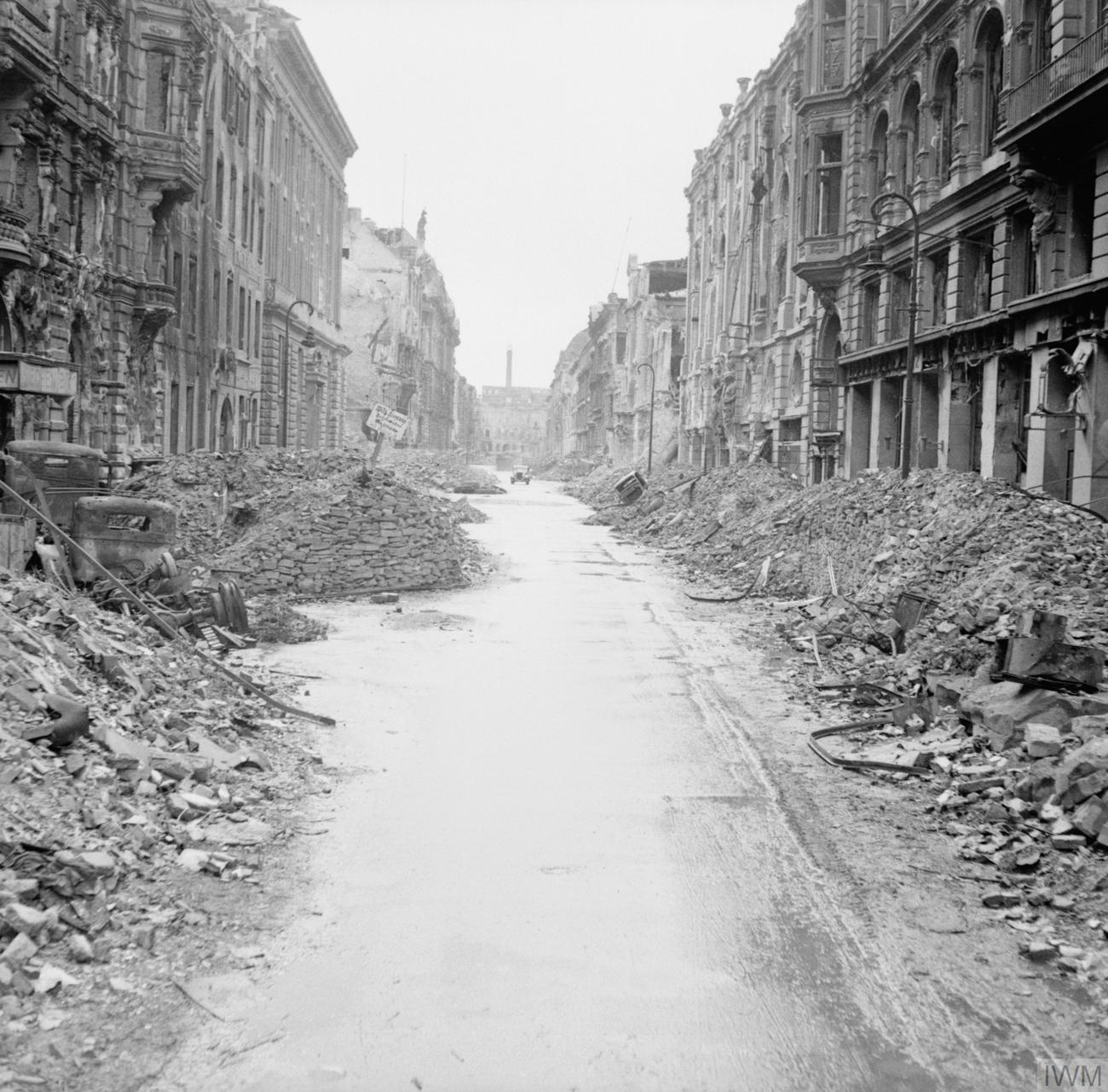
Улица Берлина. Май 1945 года

16 апреля 1945 года с удержанных на правом берегу Одера плацдармов войска 1-го Белорусского фронта перешли в наступление в рамках Берлинской операции. 21 апреля части 26-го гвардейского стрелкового корпуса, в состав которого входила 89-я гвардейская стрелковая дивизия, ворвались в Берлин с востока и завязали бои на улицах города. 23 апреля продвижение вперёд 267-го гвардейского стрелкового полка было остановлено сильным пулемётным и автоматным огнём противника, который он вёл из хорошо укреплённого здания. На помощь пехотинцам подошли танкисты, но выйти на огневую позицию танку мешала перекрывавшая улицу баррикада. Под шквальным огнём немцев гвардии старший сержант П. И. Арнаутов со своими бойцами сумел подобраться к препятствию. Заложив взрывчатку, сапёры разрушили баррикаду, освободив дорогу бронетехнике, которая быстро подавила огневые точки врага. На следующий день командир полка поставил Арнаутову задачу изучить возможность прохода войск по Берлинскому метрополитену. Спустившись в подземку с группой бойцов, Пётр Иванович очистил от немцев полтора километра метро и произвёл в тоннеле инженерную разведку. Это позволило перебросить в тыл отчаянно оборонявшегося противника стрелковые соединения и несколько артиллерийских орудий и обеспечить дальнейшее продвижение полка к центру Берлина. Продолжая со своими бойцами действовать в разведке, Арнаутов сумел обнаружить слабое место в обороне противника на подступах к реке Шпрее, а также захватить два неподорванных немцами моста, что позволило полку быстро переправиться на другой берег. Боевой путь Пётр Иванович завершил 2 мая водружением Красного знамени на одном из административных зданий в центре Берлина. За доблесть и мужество, проявленные при штурме столицы Германии указом Президиума Верховного Совета СССР от 15 мая 1946 года гвардии старший сержант Арнаутов Пётр Иванович был награждён орденом Славы 1-й степени (№ 1835).

### После войны
Демобилизовавшись в октябре 1945 года, П. И. Арнаутов обосновался в городе Дзержинске Донецкой области. Несколько лет работал на шахте «Северная» треста «Дзержинскстрой». Позднее переехал в Обоянь, где трудился на местном пищевом комбинате. Умер Пётр Иванович 12 апреля 1974 года. Похоронен в Обояни.

## Награды
- Орден Отечественной войны 2-й степени (26.11.1943) [6]
- Орден Красной Звезды (16.01.1944)[7]
- Орден Славы 1-й степени (15.05.1946)[1]
- Орден Славы 2-й степени (05.03.1945)[11]
- Орден Славы 3-й степени (18.08.1944)[10]
- Медали, в том числе:

Медаль «За победу над Германией в Великой Отечественной войне 1941-1945 гг.»
Медаль «За взятие Берлина»

## Память
В городе Обояни на фасаде дома, где жил П. И. Арнаутов, установлена мемориальная доска.

## Документы
- Общедоступный электронный банк документов «Подвиг Народа в Великой Отечественной войне 1941—1945 гг.» Архивировано из оригинала 13 марта 2012 года.. Номера в базе данных:

Орден Отечественной войны 2-й степени (архивный реквизит 21471725).
Орден Красной Звезды (архивный реквизит 31600707).
Орден Славы 2-й степени (архивный реквизит 23905454).
Орден Славы 3-й степени (архивный реквизит 32443617).